# Pervomaiski (Shkurinskaya, Kushchóvskaya, Krasnodar)
Pervomaiski (del ruso: Первомайский) es un jútor del raión de Kushchóvskaya del krai de Krasnodar, en Rusia. Está situado en la orilla derecha del río Yeya, 14 km al noroeste de Kushchóvskaya y 174 km al norte de Krasnodar, la capital del krai. Tenía 141 habitantes en 2010
Pertenece al municipio Shkurinskoye.